# Ernst Gustav Schultz

Plan von Jerusalem aus dem Buch von Schultz 1845

Ernst Gustav Schultz (* 20. Mai 1811 in Döbern; † 22. Oktober 1851 in Jerusalem) war ein deutscher Orientforscher und preußischer Konsul in Jerusalem.

## Leben
Sein Vater war Superintendent in Hirschfeld. Ernst Gustav Schultz besuchte das Gymnasium in Elbing und studierte ab 1829 Theologie und dann Orientalistik an der Universität Königsberg. Von 1834 bis 1838 setzte er das Studium in Paris bei Antoine-Isaac Silvestre de Sacy, Étienne Marc Quatremère und Eugène Burnouf fort, war ab 1836 Hauslehrer beim Grafen Jaubert in Paris und lernte neben seinem Studium umgangssprachliches Arabisch von einem Ägypter. 1838 habilitierte er sich in Königsberg und hielt dort Vorlesungen über Arabisch und Hebräisch. Außerdem gab er Privatunterricht und gab die dreibändige Anthologie La France Contemporaine heraus. 1841 reiste er nach London und Oxford, um arabische Handschriften zu studieren, besuchte auf dem Rückweg Christian Karl Josias von Bunsen und wurde in Berlin vom preußischen Kultusminister Friedrich Eichhorn in den diplomatischen Dienst geholt. Zuvor sollte er Nachfolger von Peter von Bohlen auf dem Lehrstuhl für Orientalistik in Königsberg werden. Ab 1842 war er preußischer Vizekonsul für Syrien und Palästina mit Sitz in Jerusalem. Aus seinen dortigen historisch-geographischen Studien entstand sein 1845 erschienenes Jerusalem-Buch, das er während eines Berlin-Aufenthalts schrieb (er besuchte auch seine ostpreußische Heimat und Oxford und Cambridge). In Berlin traf er König Friedrich Wilhelm IV. und Alexander von Humboldt.

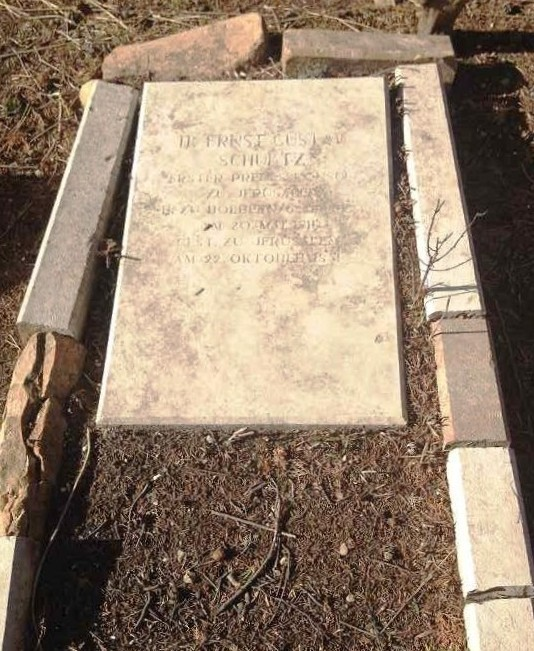
Grab von Ernst Schultz auf dem Zionsfriedhof, Jerusalem

1845 war Schultz wieder in Jerusalem und wurde zum Konsul befördert. Er erwarb die ehemalige amerikanische Missionsstation als Sitz des Konsulats, später wurde daraus eine Pilger- und Diakonissinnenstation. Er hatte nicht zuletzt dank seiner Sprachkenntnisse gute Kontakte in Jerusalem und angrenzenden Gebieten und übernahm 1847 auch kommissarisch das Generalkonsulat in Beirut. Im Herbst 1847 bereiste er Galiläa. 1848 kehrte er wieder nach Berlin zurück (teilweise durch die Revolutionsereignisse bedingt, er war aber auch erkrankt) und war dort wieder wissenschaftlich tätig, unter anderem arbeitete er an einer Karte für Galiläa, die aber unvollendet blieb. 1850 war er wieder in Jerusalem, erkrankte aber bald darauf schwer (Gelbsucht, „Fieber“, außerdem brach er sich beim Sturz vom Pferd ein Bein) und starb im Oktober 1851 an den Folgen.
Ernst Gustav Schultz wurde auf dem Zionsfriedhof von evangelischer Gemeinde Jerusalem und anglikanischer St. Georgskathedrale auf dem Berg Zion in Jerusalem beigesetzt.

## Schriften
- Variae lectiones e codice ms. Parisiensi collectae ad Abulfaragii Babbaghae carmina a Philippo Wolffio edita. Hartung, 1838 (Digitalisat)
- Jerusalem. Eine Vorlesung. Mit einem Plane, gezeichnet von H. Kiepert. Simon Schropp & Co., Berlin 1845 (Digitalisat)
- Mittheilungen über eine Reise durch Samarien und Galilaea. In: Zeitschrift der Deutschen Morgenländischen Gesellschaft, Band 3. 1849. S. 46–62 (Digitalisat).